# West University Place
West University Place és una població dels Estats Units a l'estat de Texas. Segons el cens del 2000 tenia 14.211 habitants.

## Demografia
Segons el cens del 2000, West University Place tenia 14.211 habitants, 5.286 habitatges, i 4.059 famílies. La densitat de població era de 2.729,8 habitants per km².
Dels 5.286 habitatges en un 43% hi vivien nens de menys de 18 anys, en un 69% hi vivien parelles casades, en un 6% dones solteres, i en un 23,2% no eren unitats familiars. En el 19,4% dels habitatges hi vivien persones soles el 6,6% de les quals corresponia a persones de 65 anys o més que vivien soles. El nombre mitjà de persones vivint en cada habitatge era de 2,69 i el nombre mitjà de persones que vivien en cada família era de 3,11.
Per edats la població es repartia de la següent manera: un 29,8% tenia menys de 18 anys, un 2,9% entre 18 i 24, un 29,8% entre 25 i 44, un 29,9% de 45 a 60 i un 7,6% 65 anys o més.
L'edat mediana era de 39 anys. Per cada 100 dones de 18 o més anys hi havia 90,5 homes.
La renda mediana per habitatge era de 130.721 $ i la renda mediana per família de 157.312 $. Els homes tenien una renda mediana de 100.000 $ mentre que les dones 65.739 $. La renda per capita de la població era de 69.674 $. Aproximadament el 0,9% de les famílies i l'1,7% de la població estaven per davall del llindar de pobresa.

## Poblacions més properes
El següent diagrama mostra les poblacions més properes.